# 沈迅
沈迅（1605年—1647年），字羽公，號宙泉，山东登州府蓬莱县籍，莱阳县人。明末政治人物。

## 生平
天啓四年（1624年）甲子科山东乡试舉人，崇禎四年（1631年）登辛未科进士，工部观政，授直隶保定府新城县知县，崇禎六年调任蠡县，十年行取入京，十一年钦选刑部河南司主事，调任兵部武选司主事，升职方司员外郎，改兵科给事中。上疏请裁减驿站，廢建寺庙，后遷任南京国子监博士。请假回乡，在莱阳修筑孫受堡，抵御清军。明亡后，拒绝剃发，據堡坚守，顺治四年五月，清军攻破山堡，沈迅与弟沈迓等全家一同殉难。

## 延伸阅读
[在维基数据编辑]
 《清史稿/卷21》
 《明史卷二百六十七》，出自《明史》